# 阿尔塞 (纳瓦拉)
阿尔塞（西班牙語：Arce）是西班牙纳瓦拉的一个市镇。总面积145平方公里，总人口275人（2001年），人口密度2人/平方公里。